# STS-128

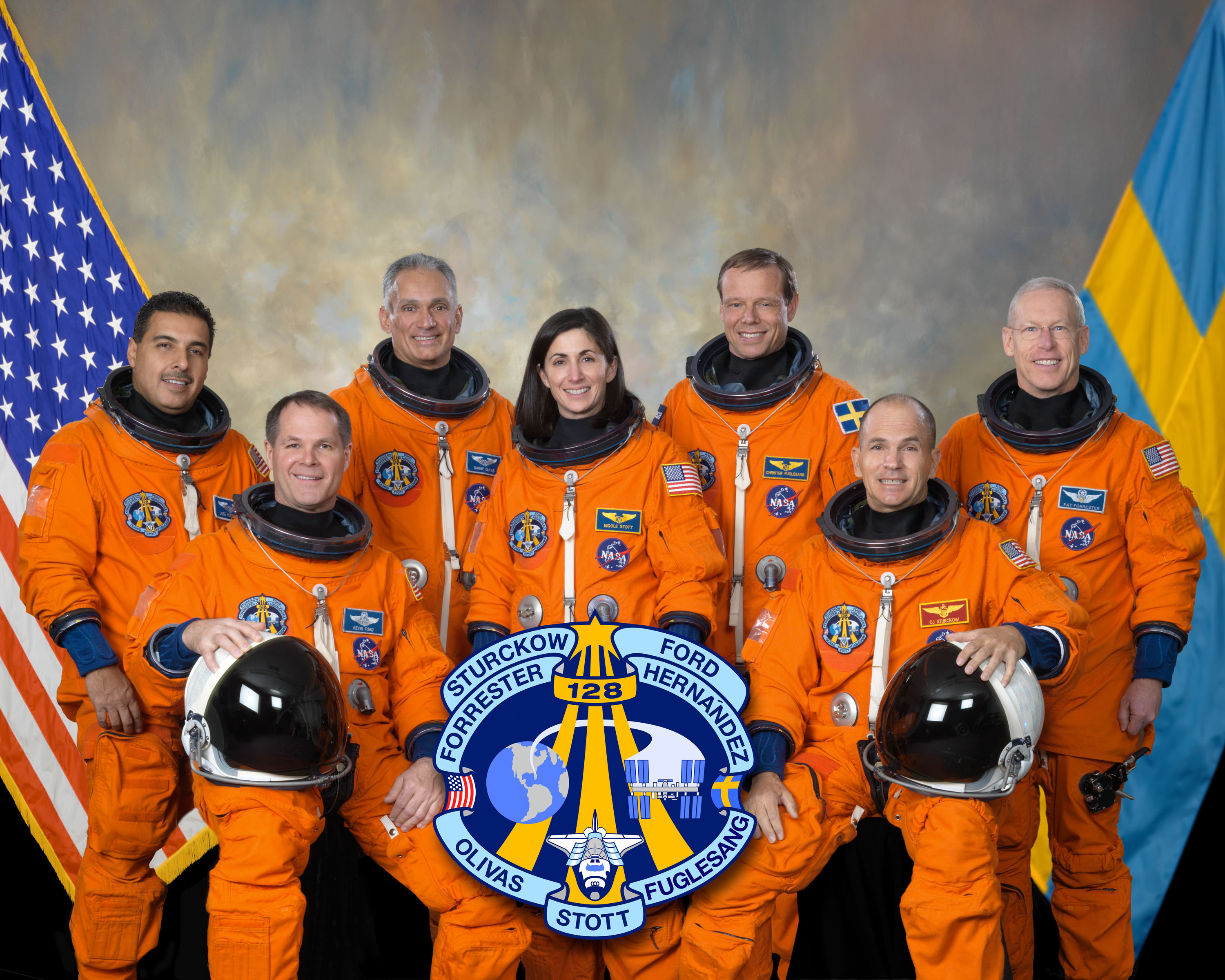
Екіпаж STS-128: Ззаду зліва направо: Хосе Ернандес, Джон Олівас, Крістер Фуглесанг, Патрік Форрестер
Попереду зліва направо: Кевін Форд, Ніколь Стотт, Фредерік Стеркоу

STS-128 — космічний політ шатла «Діскавері» за програмою «Спейс Шаттл». Доставка наукового обладнання, матеріалів і запасних частин для продовження життєдіяльності Міжнародної космічної станції. Заміна одного члена довготривалого екіпажу МКС. 30-й політ шатла до МКС.

## Екіпаж
- Фредерік Стеркоу (англ. Frederick W. " Rick " Sturckow) (4-й космічний політ — командир екіпажу;
- Кевін Форд (англ. Kevin A. Ford) (1) — пілот;
- Патрік Форрестер (англ. Patrick G. Forrester) (3) — фахівець з програмою польоту
- Джон Олівас (англ. John D. " Danny " Olivas) (2) — фахівець з програмою польоту
- Хосе Ернандес (англ. Jose M. Hernandez) (1) — фахівець з програмою польоту
- Крістер Фуглесанг (швед. Christer Fuglesang) (2) — фахівець з програмою польоту

### ЕкіпажМКС-20(старт)
- Ніколь Стотт (англ. Nicole Stott) (1) — бортінженер

### ЕкіпажМКС-20(посадка)
- Тімоті Копра (англ. Timothy Kopra) (1) — бортінженер

В екіпажі «Діскавері» — три новачки космічних польотів: Кевін Форд, Джо Ернандес і Ніколь Стотт.

## Виходи у відкритий космос
У ході польоту було здійснено три виходи у відкритий космос.
- Вихід 1 — «Олівас і Стотт»
- Мета: демонтаж старого бака амонію на сегменті Р1, зняття з зовнішньої поверхні модуля «Колумбії» експериментальних зразків розміщення їх у вантажному відсіку шатла для повернення на Землю.
- Початок 1 вересня 2009 року — 21:49 UTC
- Закінчення: 2 вересня — 4:24 UTC
- Тривалість: 6:00 35 хвилин.

Це 131-й вихід у космос пов'язаний з МКС.
Це 3-й вихід у космос для Олівас і 1-й вихід для Стотт.
- Вихід 2 — «Олівас і Фуглесанг»
- Мета: монтаж нового бака амонію.
- Початок: 3 вересня 2009 року — 22:12 UTC
- Закінчення: 4 вересня — 4:51 UTC
- Тривалість: 6 год 39 хв

Це 132-й вихід у космос пов'язаний з МКС.
Це 4-й вихід у космос для Оліваса і 4-й вихід для Фуглесанг.
- Вихід 3 — «Олівас і Фуглесанг»
- Мета: розкриття негерметичної платформи, заміна електронних модулів, встановлення антен GPS, прокладка кабелів.
- Початок: 5 вересня 2009 року — 20:49 UTC
- Закінчення: 6 вересня — 3:40 UTC
- Тривалість: 7 год 1 хв

Це сто тридцять третій вихід у космос пов'язаний з МКС.
Це 5-й вихід у космос для Олівас і 5-й вихід для Фуглесанг.

## Мета
Доставка наукового обладнання в транспортному модулі «Леонардо». Модуль «Леонардо» здійснив шостий політ до МКС. Під час виходів у відкритий космос здійснена заміна експериментальних зразків, які експонувалися на зовнішній поверхні європейського дослідницького модуля «Коламбус».
Під час виходів у відкритий космос астронавти замінили бак з амонієм, який розташований на сегменті Р1 фермової конструкції МКС. Амоній використовується на станції як охолоджувальна рідина. Маса бака амонію становить близько 800 кг.
У модулі «Леонардо» розташовані дві стійки з науковими приладами. В одній стійці розміщені прилади, призначені для вивчення фізики рідин. У модулі «Леонардо» розміщені також: холодильник, призначений для зберігання експериментальних матеріалів, і спальне місце для екіпажу МКС.
До цього часу на станції було чотири спальних місця: два в російському модулі «Звєзда» і два в американському модулі «Гармоні». Спальне місце, доставлене на «Діскавері», тимчасово розміщено в японському модулі «Кібо».
На шатлі доставлено понад 700 кг корисних вантажів для забезпечення життєдіяльності екіпажу МКС. Крім того, на станцію доставлять близько 2,8 тонн запасних частин та обладнання, а також 2,7 тонни витрачених матеріалів.
На станцію доставлені запасні частини для системи регенерації повітря в американському модулі «Дестіні».
На станцію буде доставлений тренажер (біжуча доріжка) «Колберт» (англ. Combined Operational Load Bearing External Resistance Treadmill, COLBERT). Цей тренажер названий по імені відомого американського телеведучого і шоумена Стівена Колберта (Stephen Colbert). На початку 2009 року НАСА проводила в Інтернеті опитування з метою визначення імені модуля «Нод 3» (Node 3). Стівен Колберт організував флешмоб в Інтернеті, у результаті найбільшу кількість голосів для назви модуля «Нод 3» було віддано імені «Колберт». Однак, в умовах проведення опитування було обговорено, що остаточне рішення прийме НАСА. Тому модуль «Нод 3» отримав ім'я «Транквіліті». У розраду для Стівена Колберта, НАСА адаптувало назву тренажера «біжуча доріжка» під ім'ям «Колберт».
Ніколь Стотт замінила на станції Тімоті Копра, який повернеться на землю замість неї. Ніколь Стотт повинна буде повернутися на Землю в листопаді 2009 року на шатлі «Атлантіс» STS-129. Ніколь Стотт увійшла до складу 20-ї експедиції МКС як бортінженер. Вона підготовлена для керування роботом-маніпулятором станції, був застосований для захоплення та припасування японського вантажного корабля «H—II Transfer Vehicle HTV» до спрямованого на Землю стикувального вузла модуля «Гармоні». Старт японської вантажівки призначений на 11 вересня, а його стикування зі станцією на 17 вересня.

## Підготовка до польоту
- 17 липня 2008 року НАСА призначило екіпаж для місії STS-128: командир Фредерік (Рік) Стеркоу, пілот Кевін Форд, фахівці польоту Джон Олівас, Патрік Форрестер, Хосе Ернандес, Крістер Фуглесанг. Член екіпажу МКС Ніколь Стотт була названа раніше. Ніколь Стотт змінить на станції Тімоті Копра, який повернеться на Землю на «Діскавері».
- 23 липня 2009 року Старт «Діскавері» (запланований на 18 серпня 2009 року) вирішено відкласти на кілька днів. Фахівцям НАСА було потрібно додатковий час для вивчення проблеми, пов'язаної з відривом численних шматків ізоляції від зовнішнього паливного бака під час старту шатлу «Індевор» STS-127 15 липня. Щоб розібратися з механізмом виникнення безлічі відривів ізоляції, було проведено 26 експериментів з ізоляцією зовнішнього паливного бака, який призначений для місії «Діскавері» STS-128. Заплановано проведення ще 125 подібних тестів. Імовірною датою старту «Діскавері» вказувалися 21, 25 або 26 серпня.
- 25 липня інженери НАСА закінчили проведення випробувань теплоізоляції зовнішнього паливного бака. Жодних проблем не виникло, тому було прийнято рішення про перевезення «Діскавері» в будівлю вертикальної збірки.
- 26 липня шатл «Діскавері» перевезений з ангара в будівлю вертикальної збірки. Перевезення почалася о 11:45 за Гринвічем (7:45 річного часу східного узбережжя США). О 12:22 перевезення закінчилася. На 5 серпня призначена перевезення зв'язки шатла з зовнішнім паливним баком і твердопаливними прискорювачами на стартовий майданчик 39А. У зв'язку із затримкою, викликаною додатковими випробуваннями ізоляції зовнішнього паливного бака, старт «Діскавері» перенесено з 18 на 25 серпня о 5:35 за Гринвічем (1:35 річного часом східного узбережжя США).

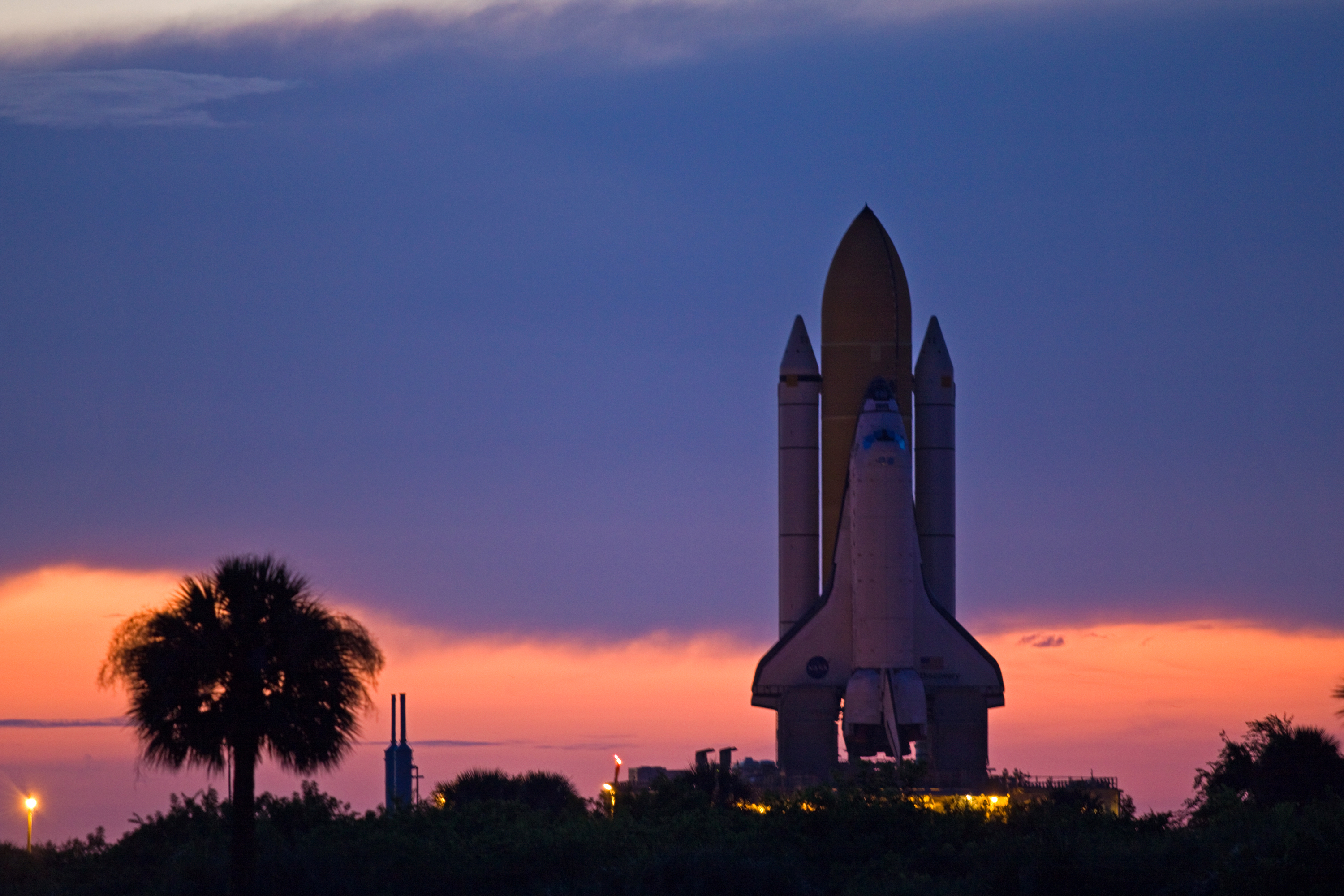
Перевезення «Діскавері». 4.08.2009.

- 4 серпня о 6:00 за Гринвічем (2:00 ночі на мисі Канаверал) почалося перевезення шатлу «Діскавері» з будівлі вертикальної збірки на стартовий майданчик 39А. Напередодні весь вечір над космодромом лив дощ. Дорога, по якій рухався кравлер із поставленим на ньому шатлом, була просякнута вологою, і кравлет постійно в'яз у багнюці, тому був змушений робити зупинки для очищення гусениць. Просування тривало в дуже повільному темпі. За нормальних умов кравлер рухається зі швидкістю близько 1,3 км / год. Того дня швидкість кравлера становила 0,4—0,5 км/год. Переїзд завершився о 17:50. Зазвичай шлях від будівлі вертикальної збірки до стартового майданчика займає не більше шести годин. Цього разу переїзд зайняв майже 12 годин.
- 13 серпня НАСА перепризначило час і дату старту «Діскавері» STS-128 на 24 серпня о 5:58 за Гринвічем (1:58 ночі місцевого часу).
- 18 серпня після всебічного обговорення проблем із відшаровуваною ізоляцією зовнішнього паливного бака, фахівці НАСА дали добро на запуск шатлу «Діскавері» 25 серпня, час старту — 5:36 (1:36 річного часу східного узбережжя США). Офіційне підтвердження дати та часу старту послідує наступного дня — середа, 19 серпня.
- 19 серпня було офіційно оголошено, що шатл «Діскавері» стартує 25 серпня о 5:36.
- 25 серпня. За попередніми прогнозами, погода в районі космодрому на мисі Канаверал оцінювалася на 80 % як сприятлива для старту шатла. Після того, як був повністю заправлений зовнішній паливний бак і екіпаж зайняв свої місця в кабіні «Діскавері», погода почала різко погіршуватися. За 2 години до старту ймовірність сприятливої погоди оцінювалася в 40 %. Грозовий фронт наближався до стартового майданчика. Були зафіксовані удари блискавок на відстані 6,5 км від шатла. Близько 04:00 за Гринвічем (24:00 місцевого часу, 24 серпня), приблизно за півтори години до старту, всі погодні параметри перейшли допустимі для старту параметри: щільна хмарність, дощ на розрахованої траєкторії польоту, блискавки в безпосередній близькості. О 4:43 (за 53 хвилин до призначеного часу старту) зливовий дощ обрушився безпосередньо на стартовий майданчик, де перебував шатл «Діскавері». О 5:25 (за 11 хвилин до старту) запуск шатлу «Дискавері» через несприятливі погодні умови скасовано. Наступна спроба старту буде зроблена через добу: 26 серпня о 5:10 (1:10 річного часу східного узбережжя США). Відповідно до прогнозу, ймовірність сприятливої на старту погоди на цей час становить 70 %.

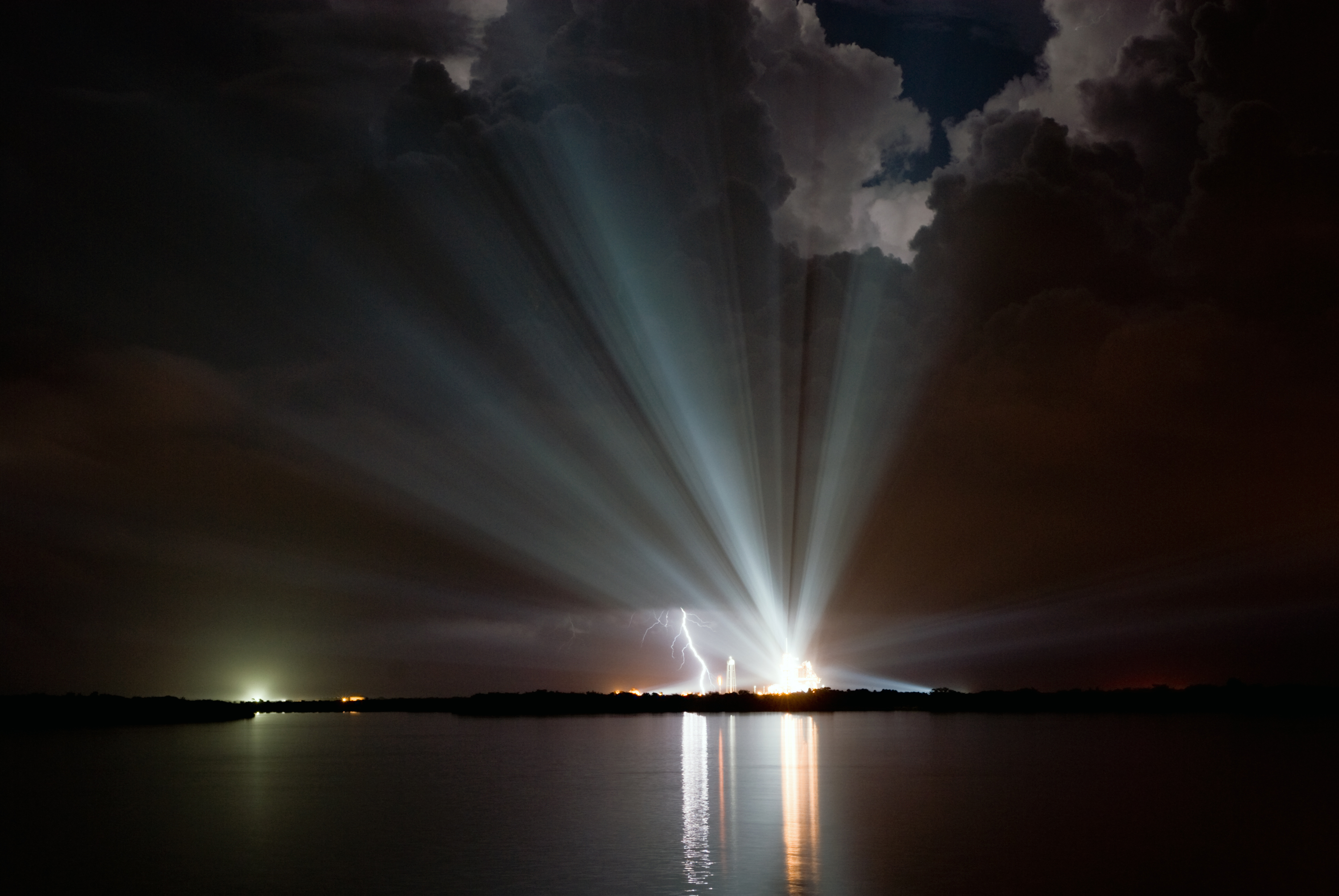
Гроза над космодромом. 25.08.2009.

- 25 серпня. Старт «Діскавері» знову відкладений. Під час заповнення зовнішнього паливного бака рідким воднем (приблизно в 21 годину), вийшов з ладу один із вентилів у підвідному до двигунів шатла топливопроводі. Заправка була зупинена. О 21:52 (17:52 місцевого часу) було оголошено, що сьогодні старт не відбудеться. Якщо несправність вентиля вдасться швидко усунути, то наступна спроба старту «Діскавері» відбудеться (не раніше) в п'ятницю (28 серпня) о 4:22. Наступна можливість старту — 29 серпня о 3:59. Рішення про старт у п'ятницю буде прийнято 27 серпня. Найпізніше, «Діскавері» повинен стартувати 30 серпня. Так як на 11 вересня призначений старт до МКС японського вантажного корабля, а на 30 вересня — старт російського корабля «Союз» ТМА−16 з черговим екіпажем МКС. Якщо «Діскавері» не стартує до 30 серпня, то його запуск буде перенесений на (не раніше) 17 жовтня.
- 26 серпня після того як із зовнішнього паливного бака були злиті рідкий кисень і рідкий водень, був протестований вентиль у топливопроводі шатла, що відмовив під час підготовки до старту 25 серпня. Тестування не виявило будь-яких несправностей. Також не була з'ясована причина збою під час підготовки до старту. Фахівцям знадобилося більше часу, щоб розібратися з проблемою. Старт шатла зрушать ще на одну добу. Наступна спроба старту призначена на 29 серпня 3:59 за Гринвічем (28 серпня о 23:59 місцевого часу).
- 28 серпня. У день старту останньою перешкодою для старту «Діскавері» залишалася несприятлива погода, у районі космодрому: хмарно, дощ і гроза. Проте до вечора погода покращилася. До 20 години вечора (за місцевим часом) всі погодні умови прийшли в стан сприятливий для старту, але залишалися нестійкими.
- 29 серпня о 3:59 за Гринвічем (28 серпня о 23:59 річного часу східного узбережжя США) шатл «Діскавері» успішно стартував до Міжнародної космічної станції.

## Опис польоту

### Старт і перший день польоту
3:59 29 серпня — 10:29 29 серпня

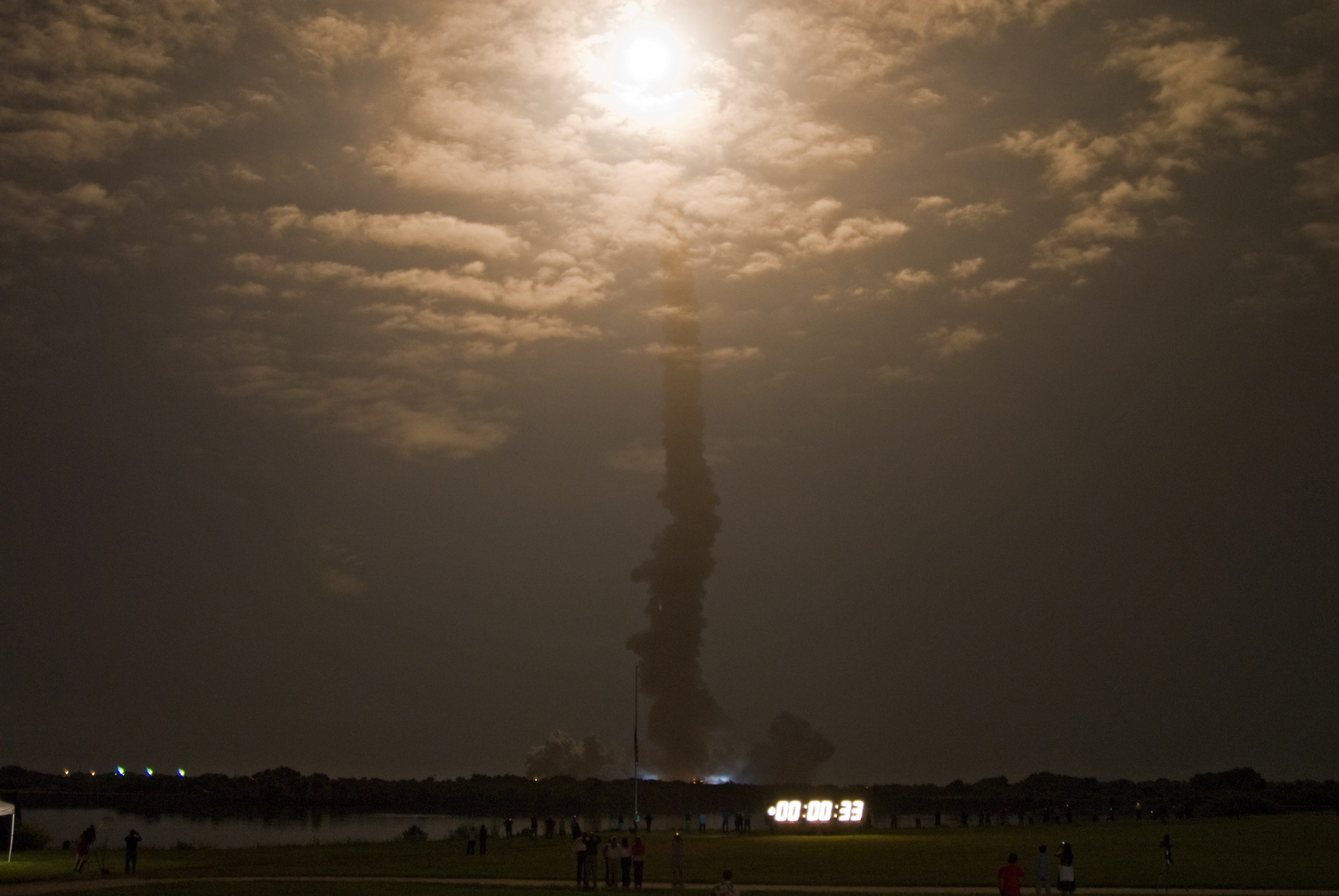
Старт 29.08.2009.

О 0:20 (29 серпня) за Гринвічем екіпаж шатла прибув на стартовий майданчик. О 1:13 всі члени екіпажу зайняли свої місця в кабіні шатла. О 1:55 був закритий вхідний люк шатла.
О 02:00 погодні умови були наступними: окремі хмари на висоті 900 м, розсіяна хмарність на висоті 3 км , видимість 11 км, вітер південний від 2,5 до 5 м/с (5—10 вузлів), температура 26 °C.
О 3:59 47 секунд шатл «Діскавері» стартував до Міжнародної космічної станції. О 04:03 шатл пройшов точку повернення на космодром, у разі відмови одного з трьох головних двигунів. З цього моменту, у разі неполадок на борту, шатл буде екстрено приземлятися на запасному аеродромі у Франції чи в Іспанії. О 04:07 «Діскавері» вийшов на орбіту.
О 5:47 був відкритий вантажний відсік шатлу.
Був приведений у робочий стан робот- маніпулятор шатла, за допомогою якого буде проводитися стандартна процедура обстеження теплозахисного покриття. Астронавти зняли свої скафандри.
Капков Ері Бої повідомив, що після попереднього перегляду відеозапису старту, не виявлено відривів ізоляції зовнішнього паливного бака, що можуть завдати пошкодження теплозахисного покриття шатла.
Під час старт «Діскавері» МКС перебувала над Індійським океаном, на південний захід острова Тасманія.

### Другий день польоту
18:29 29 серпня — 9:29 30 серпня
Астронавти проводили обстеження теплозахисного покриття шатла. Обстеження проводили Кевін Форд, Пет Форрестер і Хосе Ернандес. Обстеження почалося о 23:23 і тривало до 4:24 30 серпня.
Астронавти Джон Олівас, Крістер Фуглесанг і Ніколь Стотт перевіряли скафандри для майбутніх виходів у відкритий космос і готували системи шатлу для майбутньої стиковки з МКС.
Після виходу шатла на орбіту, було виявлено витік в одному з прецизійних двигунів орієнтації у носовій частині шатла. Щоб усунути цю проблему, були закриті сопла обох носових прецизійних двигунів. Надалі в польоті ці двигуни не можна використовувати під час маневрів на орбіті і під час стикування зі станцією. На шатлі встановлено 14 первинних двигунів орієнтації в носовій частині і по 12 первинних двигунів орієнтації з кожного боку у кормовій частині. Крім того, у носовій частині встановлені два прецизійних двигуна орієнтації і по два прецизійних двигуна орієнтації з кожного боку в кормовій частині шатла. Тяга кожного первинного двигуна становить 390 кг, а прецизійного — 11 кг. Під час стикувань завжди використовувалися прецизійні двигуни, оскільки вони дають змогу здійснювати більш тонкі маневри на орбіті. Під час підготовки до польоту астронавти тренують процес стиковки як із застосуванням прецизійних двигунів, так і без них.
Протягом дня було проведено кілька коригувань орбіти шатла.

### Третій день польоту
17:29 30 серпня — 9:29 31 серпня
Шатл «Дискавері» відзначає в польоті двадцятип'ятиріччя з дня його першого космічного старту, що відбулася 30 серпня 1984 року. Це була місія Діскавері STS-41-D.
О 21:10 «Діскавері» перебував на відстані 72 км від МКС.
«Діскавері» наближався до МКС. Заключна фаза зближення і стикових почалася о 22:26 (30 серпня), коли командир корабля Фредерік Стеркоу і пілот Кевін Форд включили двигуни шатла для заключної корекції орбіти. У цей час шатл перебував на відстані 15 км від станції.
О 23:09 була встановлена пряма радіозв'язок між шатлом і МКС. О 23:22 відстань між «Діскавері» і МКС становило 3,2 км. О 23:37 відстань між станцією і шатлом становило 1,2 км. Шатл наближався до станції зі швидкістю 1,8 м/с.

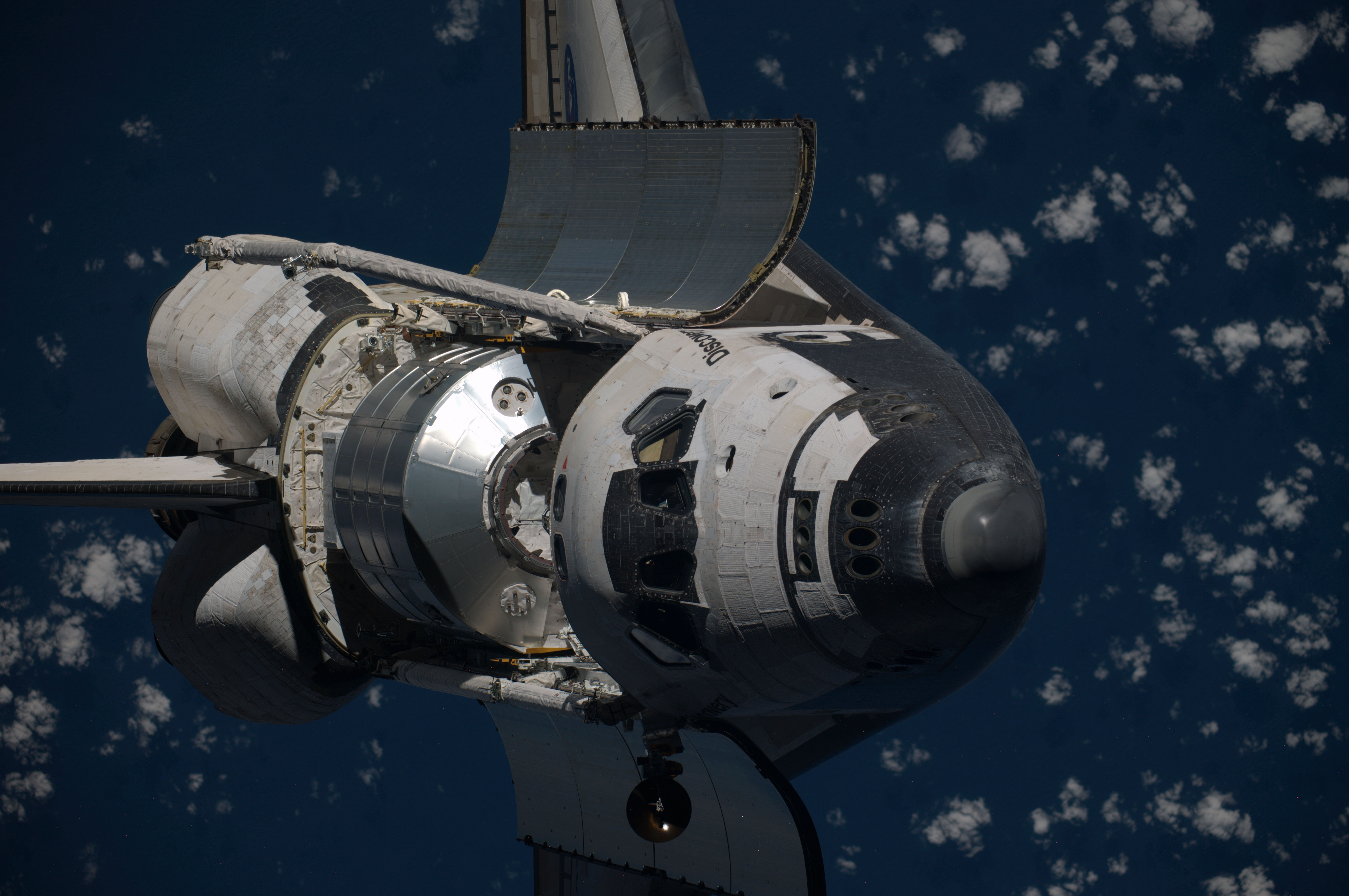
«Діскавері» виконує переворот перед МКС.

Опівночі з неділі (30 серпня) на понеділок шатл підійшов до станції на відстань 180 м, прямо під станцією. У цьому положенні шатл виконав переворот, під час якого члени екіпажу МКС Геннадій Падалка і Майкл Барратт за допомогою довгофокусних камер вели зйомку теплозахисного покриття шатла. Переворот закінчився, коли шатл і МКС пролітали над Новою Зеландією.
Після перевороту, командир шатла Стеркоу направив корабель по дузі вперед, і шатл перемістився в точку на відстані 120 м, прямо по курсу руху станції (0:26 31 серпня). Ніс «Діскавері» був направлений у космос, «Діскавері» летів дном вперед, а його вантажний відсік, у якому встановлений стикувальний вузол, був розкритий назустріч станції. Від цієї точки шатл, під ручним управлінням Стеркоу, почав безпосереднє зближення зі станцією.

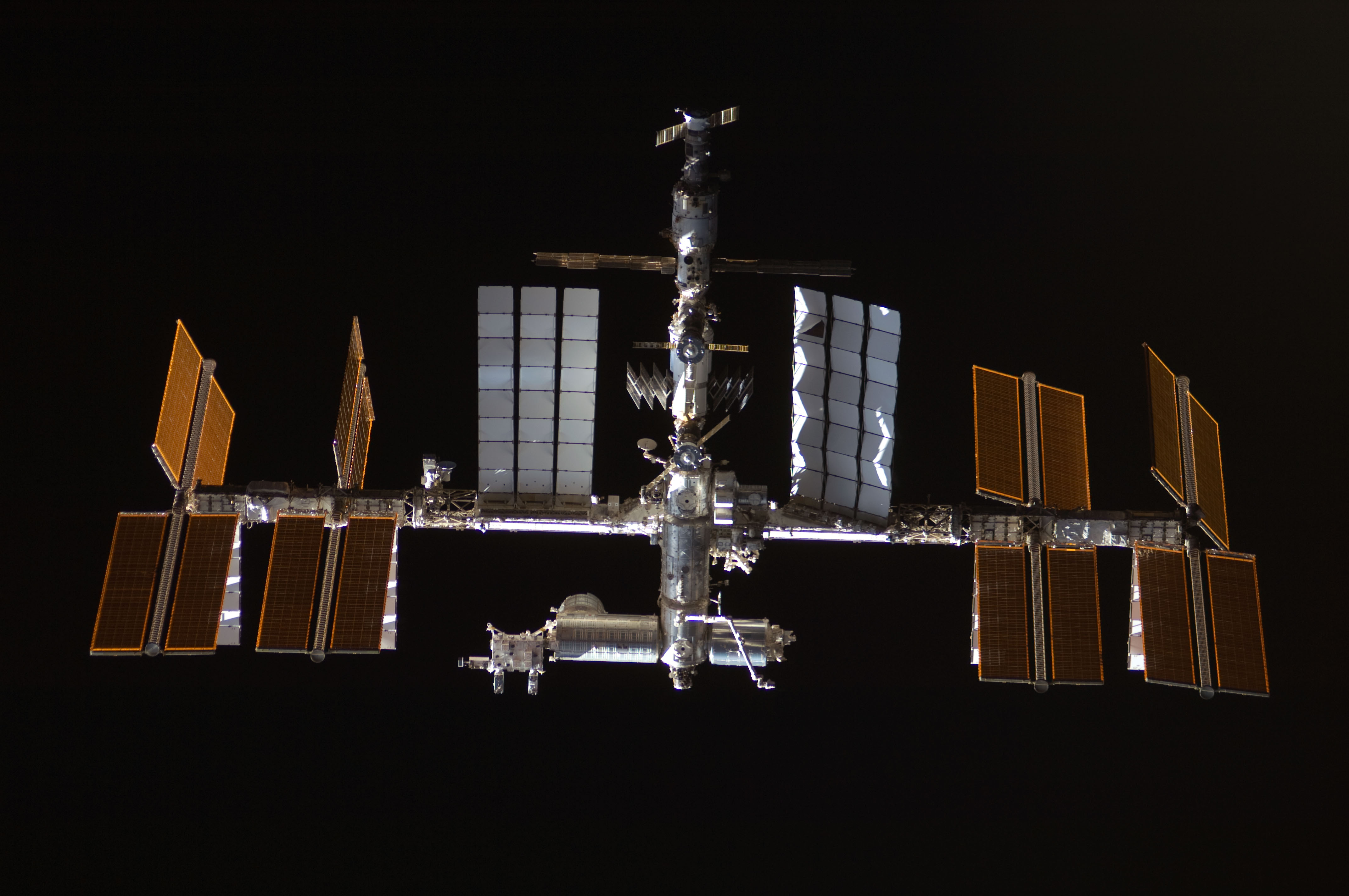
«Діскавері» наближається до МКС.

- О 00:36 відстань між шатлом і МКС — 52 м.
- О 00:39 відстань між шатлом і МКС — 38 м.
- О 00:43 відстань між шатлом і МКС — 21 м.
- О 00:48 відстань між шатлом і МКС — 9 м.

17:29 30 серпня — 9:29 31 серпня
Шатл «Дискавері» відзначає в польоті двадцятип'ятиріччя з дня його першого космічного старту, що відбулася 30 серпня 1984 року. Це була місія STS-41-D.
О 21:10 «Діскавері» перебував на відстані 72 км від МКС.
«Діскавері» наближався до МКС. Заключна фаза зближення і стикових почалася о 22:26 (30 серпня), коли командир корабля Фредерік Стеркоу і пілот Кевін Форд включили двигуни шатла для заключної корекції орбіти. У цей час шатл перебував на відстані 15 км від станції.
О 23:09 була встановлена пряма радіозв'язок між шатлом і МКС. О 23:22 відстань між «Діскавері» і МКС становило 3,2 км. О 23:37 відстань між станцією і шатлом становило 1,2 км. Шатл наближався до станції зі швидкістю 1,8 м/с.
Опівночі з неділі (30 серпня) на понеділок шатл підійшов до станції на відстань 180 м, прямо під станцією. У цьому положенні шатл виконав переворот, під час якого члени екіпажу МКС Геннадій Падалка і Майкл Барратт за допомогою довгофокусних камер вели зйомку теплозахисного покриття шатла. Переворот закінчився, коли шатл і МКС пролітали над Новою Зеландією.
Після перевороту, командир шатла Стеркоу направив корабель по дузі вперед, і шатл перемістився в точку, що перебуває на відстані 120 м, прямо по курсу руху станції (час 0:26, 31 серпня). Ніс «Діскавері» був направлений у космос, «Діскавері» летів дном вперед, а його вантажний відсік, у якому встановлений стикувальний вузол, був розкритий назустріч станції. Від цієї точки шатл, під ручним управлінням Стеркоу, почав безпосереднє зближення зі станцією.
- О 00:36 відстань між шатлом і МКС — 52 м.
- О 00:39 відстань між шатлом і МКС — 38 м.
- О 00:43 відстань між шатлом і МКС — 21 м.
- О 00:48 відстань між шатлом і МКС — 9 м.
- О 00:52 відстань між шатлом і МКС — 2,4 м.

Стиковка відбулася над північно-східною Атлантикою о 00:54 (31 серпня), що на 10 хвилин раніше, ніж планувалося.
Шатл «Дискавері» пристикувався до станції з використанням тільки основних двигунів для корекції орбіти. Раніше стикування здійснювалися з використанням як основних, так і вторинних, прецизійних, двигунів. Оскільки два прецизійних двигуна, розташовані на носі шатла, вийшли з ладу після старту.
Після перевірки герметичності стику, о 02:33 був відкритий люк між шатлом і станцією.
Першим через люк на станцію заплив командир шатла Фредерік Стеркоу. Стеркоу став першим астронавтом, який прибув на станцію в четвертий раз. До цього він відвідував МКС під час місій: «Індевор» STS-88 в 1998 році, в «Діскавері» STS-105 2001 році і «Атлантіс» STS-117 в 2007 році.
Після стикування, за допомогою двигунів російського модуля «Звєзда» комплекс МКС — шатл (загальна вага комплексу 430 тонн) був розгорнутий на 180° так, що модуль «Зірка» перемістився вперед по курсом руху, а шатл перебуває ззаду. Такий стан комплексу вибирається для того, щоб зменшити ймовірність пошкодження теплозахисного покриття шатла мікрометеоритами. Зазвичай маневр розвороту станції та шатла виконувався за допомогою прецизійних двигунів орієнтації шатла. Однак через виявлення витоку в одному з прецизійних двигунів, цього разу це стало неможливим.
О 03:49 ложемент Ніколь Стотт був встановлений в «Союзі» ТМА−14, з цього моменту Ніколь Стотт стає бортінженером 20-ї експедиції МКС, Тімоті Копра переходить в екіпаж «Дискавері», на якому він, після 57 діб перебування в космосі, відправиться на Землю.
У цей же день астронавти приступили до перенесенні обладнання, інструментів, скафандрів з шатла в станцію. За допомогою робота- маніпулятора станції з вантажного відсіку шатлу був піднятий подовжувач маніпулятора. Це було зроблено для того, щоб звільнити простір у вантажному відсіку перед майбутнім на наступний день підйомом транспортного модуля «Леонардо».

### Четвертий день польоту
17:29 31 серпня — 9:29 1 вересня
Цього дня з вантажного відсіку «Діскавері» було піднято транспортний модуль «Леонардо», у якому розташовані дві стійки з науковим обладнанням, холодильник, призначений для зберігання експериментальних матеріалів, нова система для видалення двоокису вуглецю з атмосфери станції, нове спальне місце для астронавтів МКС і тренажер «Колберт». Загальна вага вантажу, що перебуває в модулі «Леонардо», становить 7,5 тонн. Вага модуля «Леонардо» разом із вантажем становить 13,5 тонни.
О 20:08 Кевін Форд і Майкл Барратт за допомогою робота — маніпулятора станції захопили транспортний модуль «Леонардо», що перебуває у вантажному відсіку «Діскавері». О 20:45 модуль «Леонардо» був піднятий із вантажного відсіку шатла. О 21:30 модуль «Леонардо» був підведений до спрямованого на Землю стикувального порту (надир порт) модуля «Гармоні». О 21:56 модуль «Леонардо», за допомогою стикувального механізму, був притягнутий і, за допомогою шістнадцяти стяжок, щільно закріплений на модулі «Гармоні».
Після перевірки герметичності стику і вирівнювання тиску в модуль «Леонардо» був відкритий 2 вересня о 3:54. Астронавти почали переносити обладнання з «Леонардо» у станцію. Після розвантаження, у модуль «Леонардо» будуть поміщені для відправки на Землю непотрібні більш на станції матеріали і обладнання.
Джон Олівас і Ніколь Стотт перевіряли свої скафандри і готували інструменти для призначеного на наступний день першого виходу у відкритий космос.
Після аналізу знімків днища шатла було оголошено, що теплозахисне покриття шатла не має пошкоджень, після завершення місії шатл може безпечно приземлятися. Не потрібно більш ретельного обстеження яких ділянок теплозахисного покриття шатла.

### П'ятий день польоту
16:59 1 вересня — 8:29 2 вересня
День першого виходу у відкритий космос. Виходили в космос Джон Олівас і Ніколь Стотт. Командир екіпажу Фредерік Стеркоу і Патрік Форрестер асистували астронавтам, які перебувають у відкритому космосі. Роботом- маніпулятором управляли Кевін Форд і Роберт Тірск. Вихід почався о 21:49.
Астронавти перебралися на сегмент Р1 фермової конструкції станції, де розташований бак для амонію (вага бака 580 кг). Цей бак, який входить систему охолодження станції, повинен був бути розмонтований, знятий з фермової конструкції і тимчасово підвішений на роботі- маніпуляторі станції. Після того як на місце знятого бака, під час другого виходу у відкритий космос, буде встановлений новий бак для амонію, знятий бак буде поміщений у вантажний відсік шатлу і відправиться на Землю, де він буде відремонтований і знову, наступного року, буде відправлений на МКС.

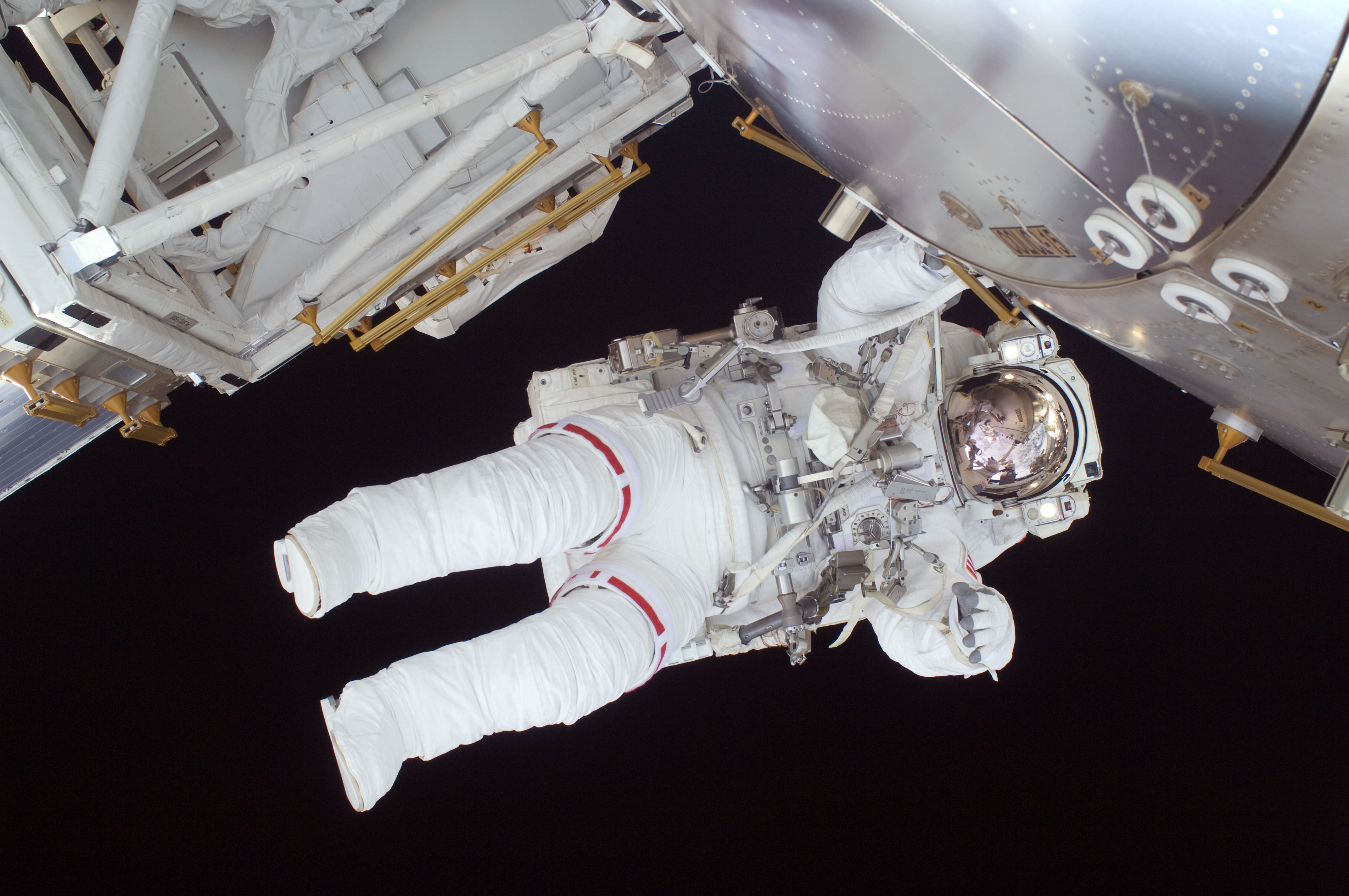
Ніколь Стотт у відкритому космосі.

Олівас і Стотт від'єднали комунікації від бака амонію. О 23:09 бак був захоплений роботом- маніпулятором станції.
Під час роботи у відкритому космосі протягом 33 хвилин було втрачено зв'язок із Землею, який здійснювався через проміжний комунікаційний центр на острові Гуам, над яким у цей час вибухнув шторм.
Після цього Олівас і Стотт попрямували до європейського дослідницького модуля «Колумбус». Олівас від'єднав розташовані на зовнішній стороні модуля «Колумбус» дві упаковки з експериментальними зразками, які експонувалися у відкритому космосі з жовтня 2007 року, і передавав їх Стотт. Стотт була закріплена на роботі- маніпуляторі, на якому вона перемістилася від модуля «Колумбус» у вантажний відсік шатлу. Олівас також перейшов у вантажний відсік, де він разом з Стотт закріпили зняті упаковки. Ця робота була виконана до 2 години 15 хвилинам.

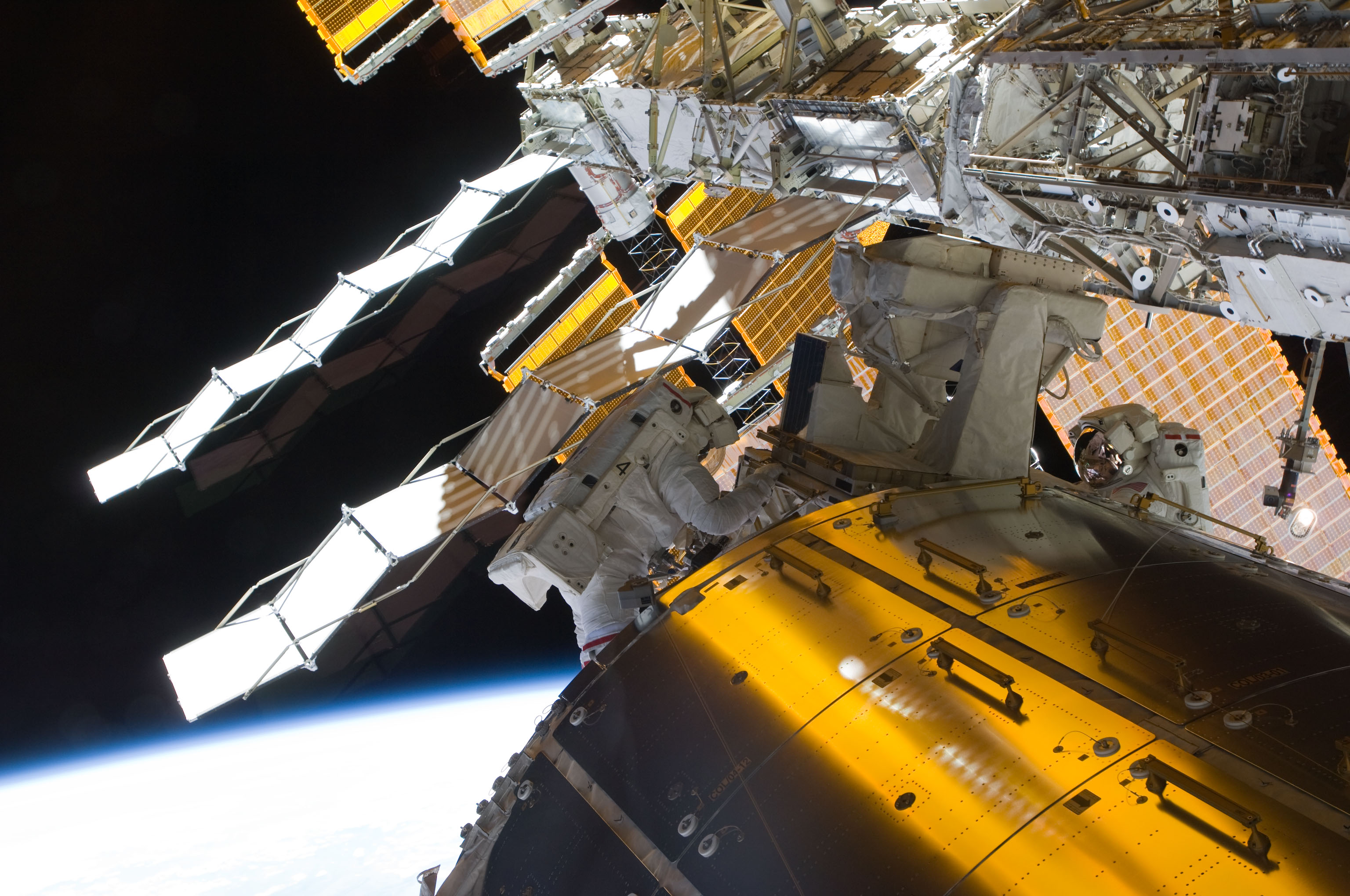
Джон Олівас і Ніколь Стотт у відкритому космосі.

Астронавти повернулися до модуля «Колумбус» і зняли з його зовнішньої поверхні два контейнери з американськими експериментальними зразками. Ці контейнери, які перебували в космосі з березня 2008 року, також були закріплені у вантажному відсіку шатла для відправки на Землю.
Астронавти виконали всі заплановані роботи за більш короткий час ніж передбачалося.
Під час виходу в космос астронавт Джон Олівас звернув увагу на незвично велику кількість слідів від ударів мікрометеоритів або уламків космічного сміття на зовнішній поверхні модуля «Квест» і на сумці з інструментами. Олівас зробив кілька знімків цих слідів.
О 3:54 астронавти повернулися в шлюзовий модуль.
Вихід закінчився о 4:24 2 вересня. Тривалість виходу склала 6 годин 35 хвилин.
Це був 131-й вихід у космос пов'язаний з МКС з 1998 року.
Астронавти всередині станції переносили доставлені на станцію вантажі з модуля «Леонардо». Тренажер «Колберт» був перенесений у модуль «Гармоні», спальне місце для екіпажу МКС було тимчасово встановлено в модулі «Кібо», система для очищення повітря перенесена в модуль «Дестіні».

### Шостий день польоту
16:29 2 вересня — 8:29 3 вересня
Фуглезанг вносить нове спальне місце в модуль «Кібо». Астронавти встановили доставлені на шатлі дві стійки з обладнанням у модулі «Дестіні». Одна стійка — з приладами, призначеними для досліджень у галузі фізики рідин, у другій стійці поміщений холодильник, призначений для зберігання експериментальний зразків.
Майкл Барратт встановлював доставленої на шатлі нове спальне місце для екіпажу МКС. Першим скористається цим новим місцем канадський член екіпажу МКС — Роберт Тірск.
Астронавти продовжували переноску доставлених матеріалів і продуктів, необхідних для продовження життєдіяльності екіпажу МКС.
Джон Олівас і Хосе Ернандес спілкувалися з іспаномовними телевізійними каналами: CNN Espanol і телебачення Мексики.
Джон Олівас і Крістер Фуглесанг підготовляли свої скафандри й інструменти для майбутнього завтра другого виходу у відкритий космос.

### Сьомий день польоту
16:29 3 вересня — 7:59 4 вересня
День другого виходу у відкритий космос. Виходили в космос Джон Олівас і Крістер Фуглесанг. Під час підготовки до виходу, виявилася невелика проблема з закріпленням переговорного пристрою в шоломі скафандра Оліваса. Вихід почався з невеликим запізненням, о 22:12 3 вересня.

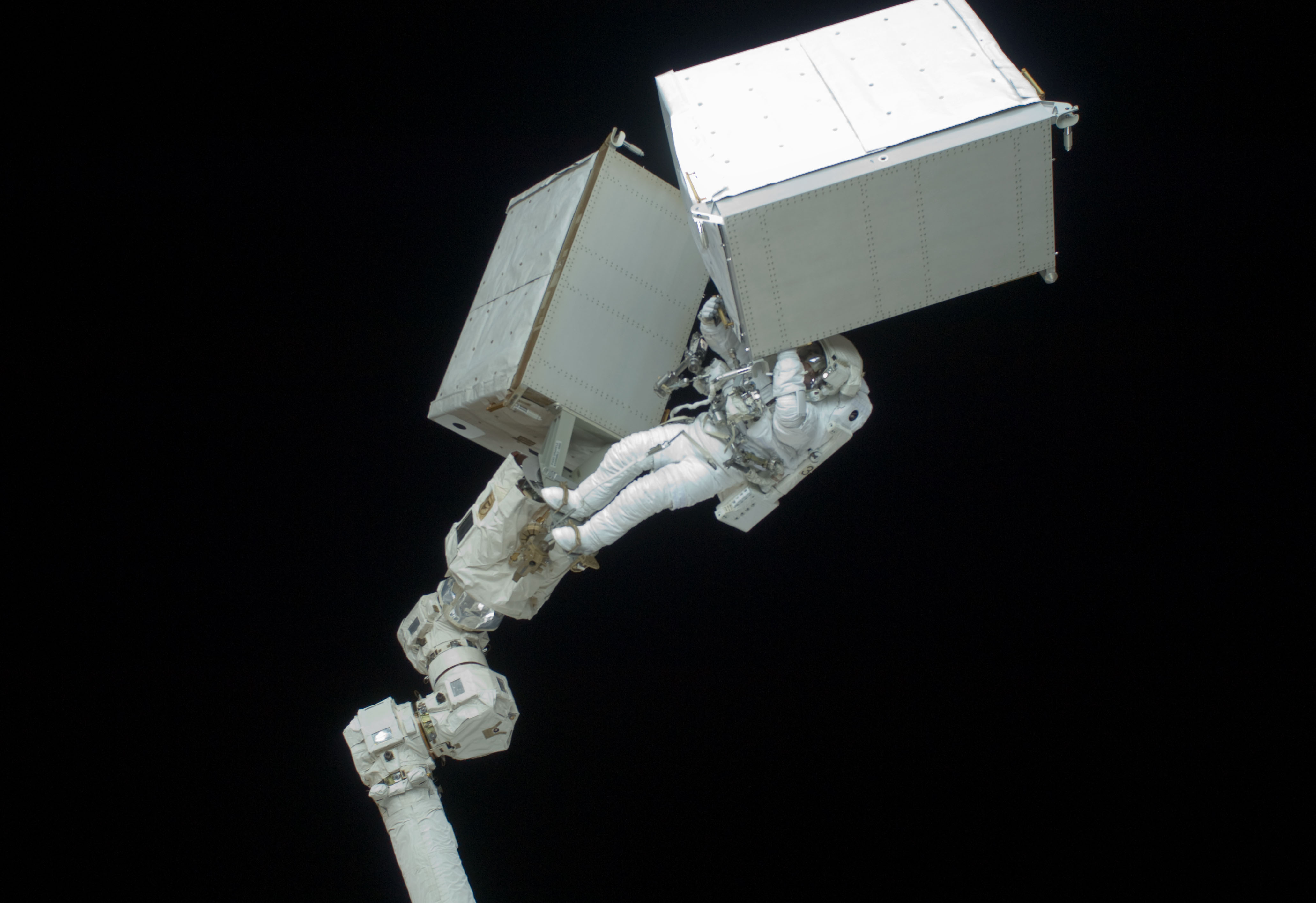
Крістер Фуглезанг жонглює баками амонію.

Олівас і Фуглесанг попрямували у вантажний відсік шатлу, де зняли транспортні кріплення з нового бака амонію. О 23:15 бак був звільнений від кріплень. Фуглесанг був закріплений на роботі-маніпуляторі станції, і разом із баком амонію, який він тримав у руках, о 00:03 був підведений до місця встановлення бака на сегменті Р1. Маніпулятором управляли Кевін Форд і Ніколь Стотт. Коли до місця установки бака перебрався і Олівас, астронавти закріпили бак і під'єднали до нього кабелі та підвідні до нього аміачні трубопроводи. О 01:05 новий бак був встановлений.
Потім Олівас оточив старий аміачний бак від маніпулятора, на якому він висів з часу першого виходу в космос, і о 01:38 передав його Фуглесанг. Фуглесанг, підвішений на маніпуляторі станції був переміщений назад у вантажний відсік шатлу, де бак був закріплений для відправки на Землю.
Основну заплановану роботу, установку нового бака амонію, астронавти закінчили раніше терміну майже на годину (до 02:55), тому вони виконали ще деякі роботи. Вони встановили захисні екрани навколо відеокамери маніпулятора станції. Цей додатковий захист охоронить камери від можливого забруднення вихлопними газами під час майбутньої пристиковки японського вантажного корабля. Для припасування у цього корабля буде використовуватися робот- маніпулятор станції. Олівас і Фуглесанг також встановили ще один тримач для ніг на сегменті S1 фермової конструкції станції. Цей тримач буде використовуватися астронавтами під час наступних місій шатлів, коли на сегменті S1 буде також замінюватися старий бак амонію.
Також Олівас повинен був переконфігурувати кабель нагрівача на стикувальному адаптері № 3, але ця робота була відкладена до наступного виходу в космос.
З центру управління польотом надійшло повідомлення, що знову встановлений бак амонію успішно протестований.
О 4:45 астронавти повернулися в шлюзовий модуль.
Вихід закінчився о 4:51 4 вересня. Тривалість виходу склала 6 годин 39 хвилин.
Це був 132-й вихід у космос пов'язаний з МКС з 1998 року.
Астронавти, які не були пов'язані з виходом у відкритий космос, продовжували перенесення вантажів з модуля «Леонардо».

### Восьмий день польоту
16:29 4 вересня — 8:29 5 вересня
Цього дня астронавти мали час для відпочинку. Астронавти брали участь у прес-конференції, яка тривала 40 хвилин. Астронавти відповідали на запитання кореспондентів з Америки, Канади і Європи.
Астронавти переносили матеріали та обладнання у розвантажений транспортний модуль «Леонардо».
Було виконано 60 % всіх операцій з розвантаження і завантаження модуля «Леонардо».
Ніколь Стотт, Робеот Тріско і Франк Де Вінне вивчали процедуру стикування японського вантажного корабля, старт якого призначений на 10 вересня.
Джон Олівас і Крістер Фуглесанг готувалися до третього, заключного, виходу у відкритий космос.

### Дев'ятий день польоту
15:59 5 вересня — 7:29 6 вересня
День третього виходу у відкритий космос. Виходили в космос Джон Олівас і Крістер Фуглесанг. Вихід почався о 20:49 5 вересня.
Астронавти попрямували до сегменту S3 на правій гілці фермової конструкції станції. Їм належало розкрити зовнішню негерметичну платформу, яку не вдалося розкрити астронавтам під час польоту шатла «Індевор» STS-127 в липні 2009 року. О 22:07 Олівас і Фуглезанг успішно впоралися з першим завданням виходу в космос. Негерметичних платформа розкрита і готова до прийому вантажів, які будуть доставлені на станцію під час наступної місії шатла — «Атлантіс» STS-129.

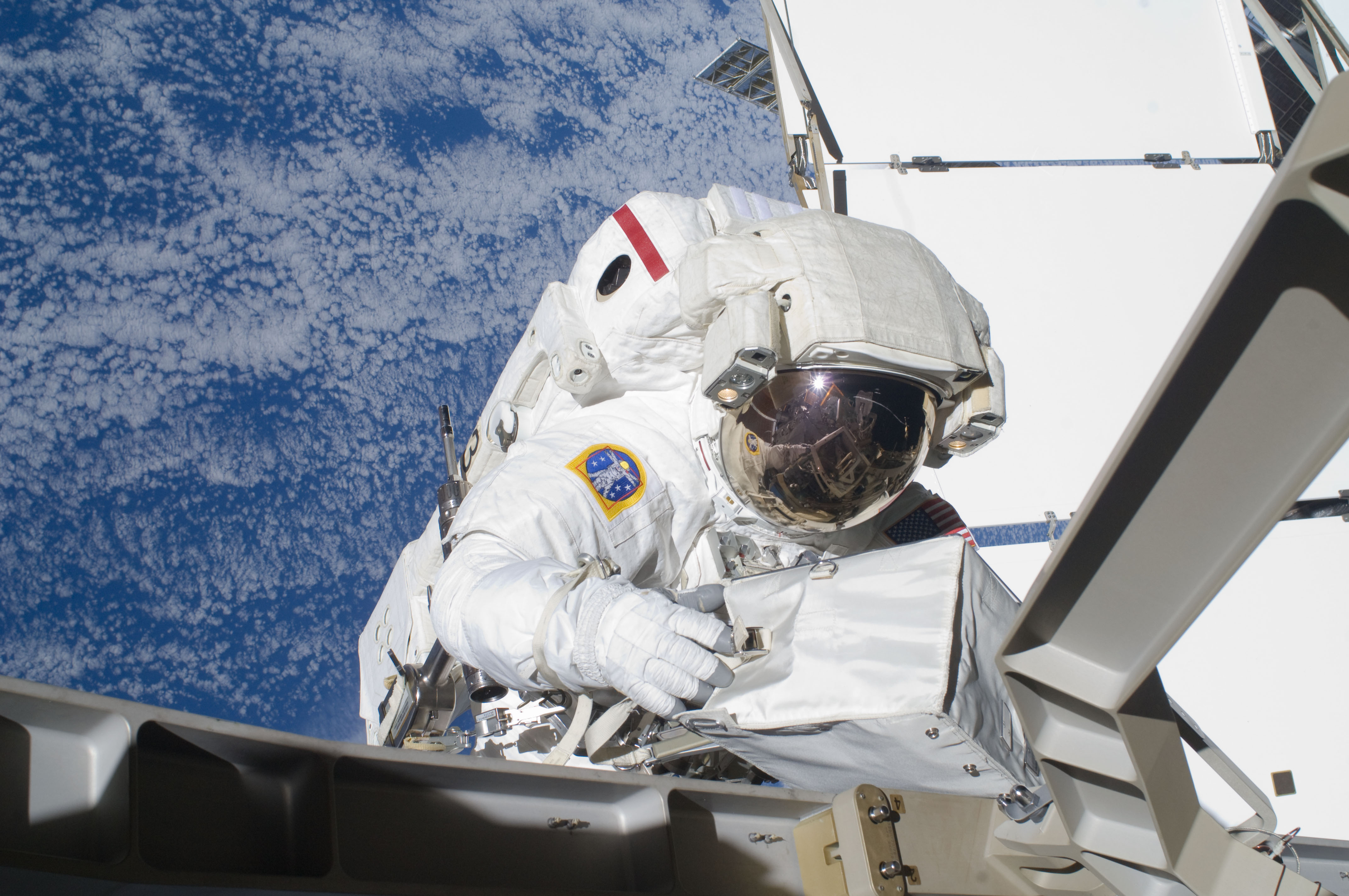
Джон Олівас — третій вихід у відкритий космос.

О 22:15 астронавти попрямували до шлюзового модулю, щоб забрати інструменти необхідні для виконання наступного завдання. Після цього астронавти попрямували до сегменту S0, де вони замінили що вийшов з ладу датчик контролю зміни швидкості руху по трьох напрямках. Ця робота була закінчена до 23:00.
Далі Крістер Фуглезанг повинен був замінити модуль управління в системі енергопостачання (remote power control module, RPCM). З цією роботою він впорався до 23:30.
У цей же час Джон Олівас розпочав встановлення першої навігаційної антени системи GPS. Потім до нього приєднався Фуглезанг і вони вже вдвох встановили другу навігаційну антену. Ця робота була виконана до 24:00.

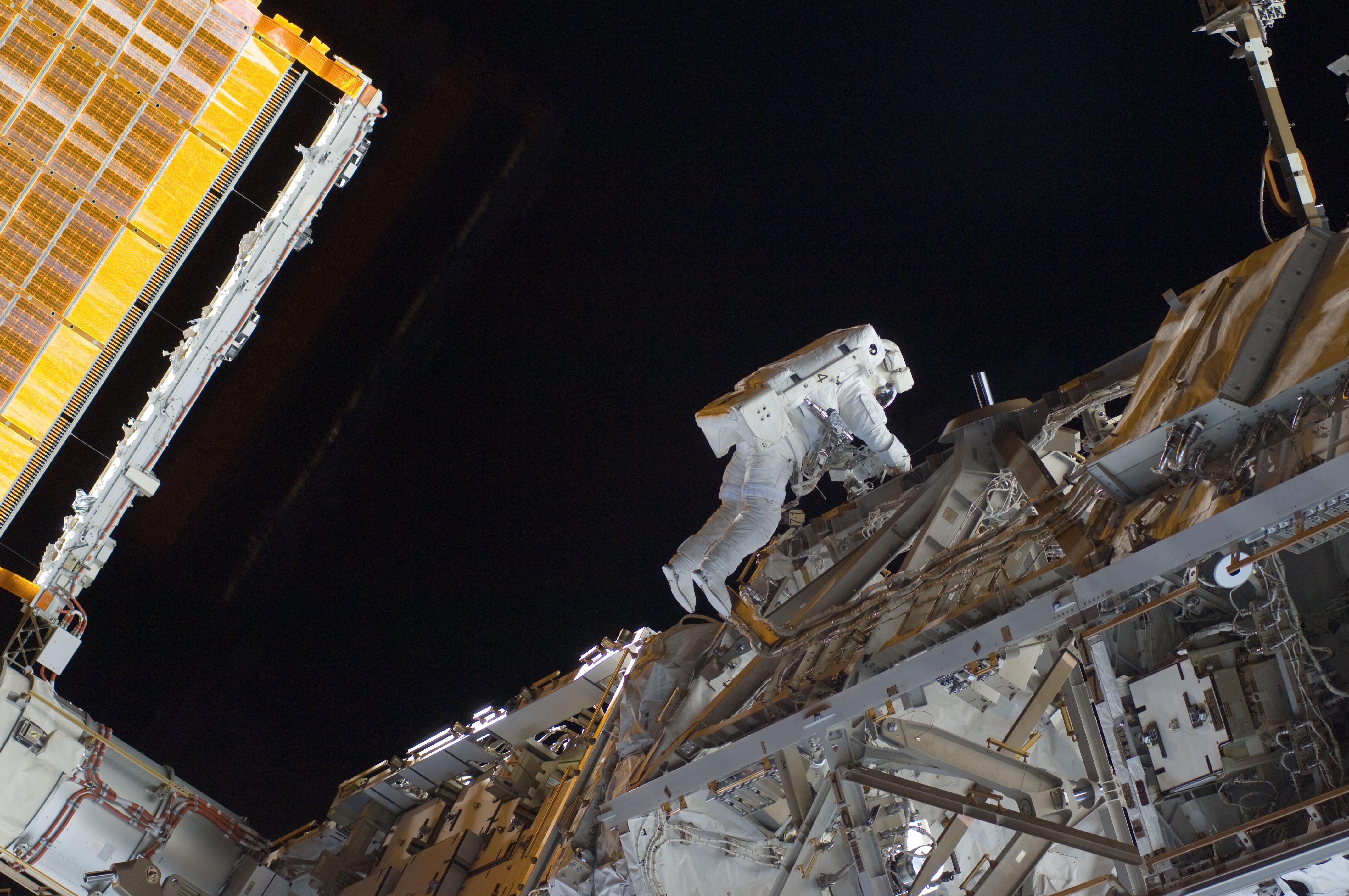
Крістер Фуглезанг — третій вихід у відкритий космос.

Наступним завданням було — прокладка двох силових кабелів призначених для модуля «Транквіліті», який буде пристикований до станції під час польоту STS у 2010 році. Кабелі прокладені від розподільного щита на фермової конструкції до лівого стикувального порту модуля «Юніті». Кожен кабель має довжину близько 20 метрів і його діаметр 4—5 см. О 0:30 (6 вересня) астронавти почали розкручувати укладені в бухти кабелі і в ході розкрутки прив'язували кабелі до поручнів. Один кінець кабелю був закріплений на сегменті Z1. Сім із восьми роз'ємів кабелів були приєднані до відповідних гнізд. Один із роз'ємів кабелю не вдалося підключити, так як роз'єм на кабелі не підходив до відповідної частини. Цей роз'єм був ізольований і залишений у такому стані. З цією проблемою доведеться розбиратися під час наступних експедицій шатлів.
О 2:50 вийшла з ладу відеокамера на шоломі скафандра Фуглезанга. Відірвався кабель на шоломі, за яким передавався сигнал на відеокамеру. Олівас зняв цей кабель разом із камерою, щоб забрати з собою і розібратися з поломкою всередині станції. Можливо, від'єднання кабелю сталося під час роботи з силовими кабелями. О 3:00 Фуглесанг попрямував до шлюзового модулю.
О 3:34 астронавти повернулися в шлюзовий модуль.
Вихід закінчився о 3:40 6 вересня. Тривалість виходу склала 7 годин 1 хвилина.
Це був 133-й вихід у космос пов'язаний з МКС з 1998 року.
Тімоті Копра і Роберт Тірск замінили один зі 16 захоплень стикувального вузла модуля «Гармоні», до якого пристикований модуль «Леонардо». Майкл Барратт і Франк Де Віні замінили фільтр у системі регенерації повітря.

### Десятий день польоту
15:29 6 вересня — 7:29 7 вересня

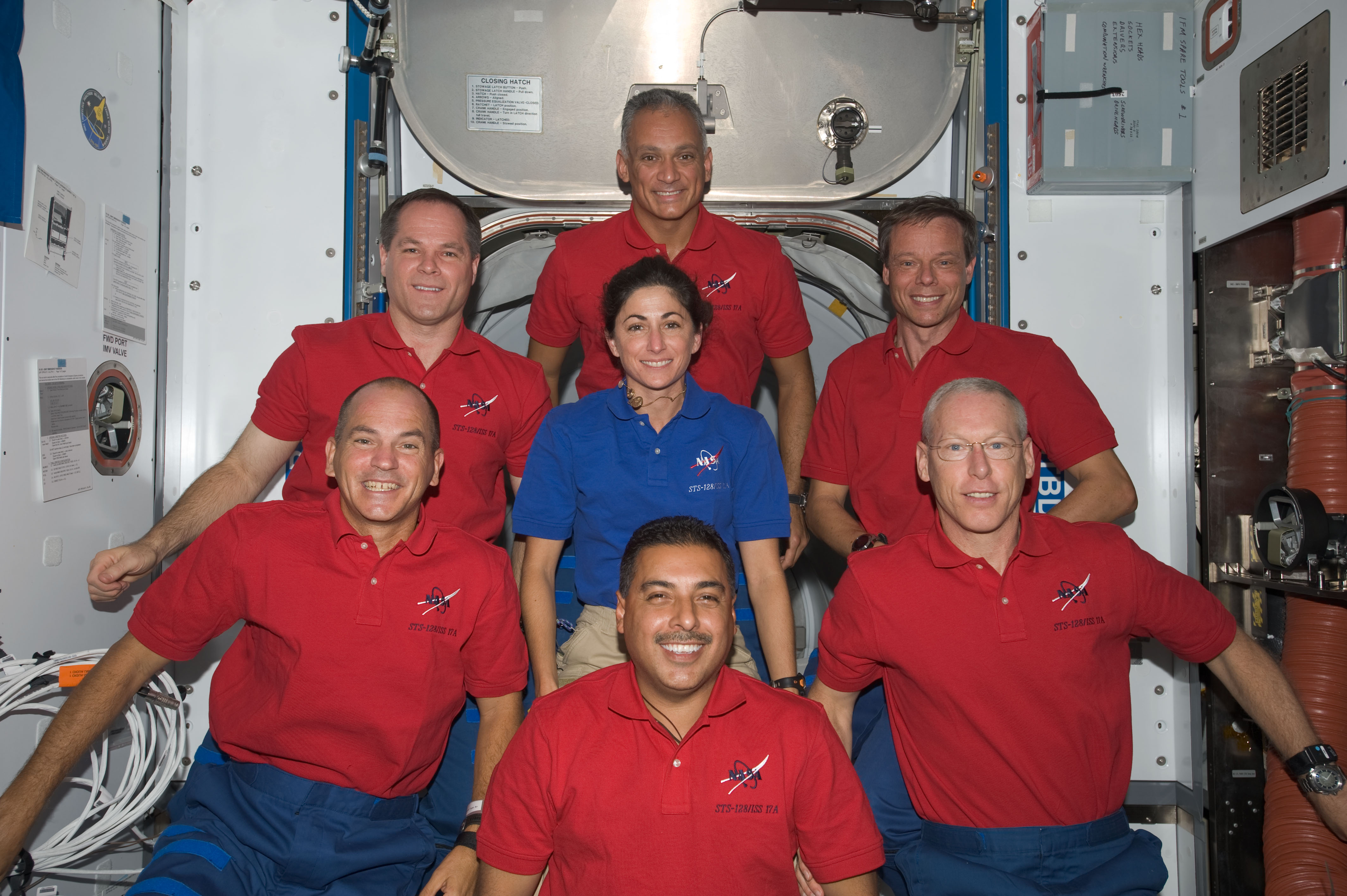
Груповий портрет екіпажу на орбіті.

День присвячений завершенню завантаження модуля «Леонардо». Станом на початок дня, було перенесено близько 85 % всіх вантажів з модуля «Леонардо» і назад.
Після розвантаження модуль «Леонардо» був завантажений матеріалами та обладнанням, з загальною вагою близько 1 тонни.
О 18:00 астронавти Тімоті Копра і Джон Олівас спілкувалися з журналістами різних американських телевізійних компаній.
У другій половині дня астронавти мали час для відпочинку.
Наприкінці дня європейські астронавти Франк Де Вінне і Крістер Фуглезанг, перебуваючи в європейському дослідницькому модулі «Колумбус», спілкувалися з представниками уряду Швеції, з представниками ЄКА і з журналістами.

### Одинадцятий день польоту
15:30 7 вересня — 7:29 8 вересня
О 17:34 був закритий люк між станцією і транспортним модулем «Леонардо». О 23:00 був розгерметизовано вестибюль між «Леонардо» і модулем «Гармоні». О 24:00 модуль «Леонардо», який був захоплений роботом- маніпулятором станції, був відстикований від станції. Кевін Форд і Хосе Ернандес за допомогою маніпулятора поклали модуль «Леонардо» (1:00 8 вересня) у вантажний відсік шатлу для відправки на Землю.
Крім вантажів у модулі «Леонардо», у вантажному відсіку шатла також повернуться на Землю 900 кг обладнання знятого з зовнішній поверхні станції під час виходів у космос, а також 390 кг у кабіні шатла.
О 2:30 члени екіпажів «Діскавері» і МКС зібралися в модулі «Гармоні» і почали прощатися один з одним. О 3:11 був закритий люк між шатлом і станцією. Відхід шатла від станції намічений на наступний день.

### Дванадцятий день польоту
14:59 8 вересня — 6:59 9 вересня
О 17:30 були включені двигуни шатла, щоб розгорнути комплекс на 180° так, щоб шатл виявився попереду за курсом руху. Цей маневр тривав 55 хвилин.
О 19:26 шатл «Діскавері» відстикувався від МКС. Тривалість спільного польоту склала 8 діб 19 годин 32 хвилини. Розстиковка сталася над районом західного Китаю, де проходить межа між Китаєм і Монголією.
О 19:41 шатл був на відстані 60 м від станції.
О 19:53, на відстані 150 м від станції, шатл почав обліт МКС. На початку обльоту, шатл перебував попереду станції, потім він опинився над станцією (20 годин), видалення від станції — 180 м, потім — позаду (20:15), далі — знизу (20:28) і знову перед станцією (20:38).
14:59 8 вересня — 6:59 9 вересня
О 17:30 були включені двигуни шатла, щоб розгорнути комплекс на 180° так, щоб шатл виявився попереду за курсом руху. Цей маневр тривав 55 хвилин.
О 19:26 шатл «Діскавері» відстикувався від МКС. Тривалість спільного польоту склала 8 діб 19 годин 32 хвилини. Розстиковка сталася над районом західного Китаю, де проходить межа між Китаєм і Монголією.
О 19:41 шатл був на відстані 60 м від станції.
О 19:53 на відстані 150 м від станції шатл почав обліт МКС. На початку обльоту, шатл перебував попереду станції, потім він опинився над станцією (20 годин), видалення від станції — 180 м, потім — позаду (20:15), далі — знизу (20:28) і знову перед станцією (20:38). О 20:39 на короткий час був включений двигун шатла, після чого шатл почав повільно віддалятися від станції. О 21:09 двигуни шатла були знову включені, і він остаточно пішов від станції.
Обліт станції виконувався тільки з використанням первинних двигунів орієнтації, так як прецизійні двигуни орієнтації вийшли з ладу при старті.
Цього дня астронавти шатла провели заключну перед приземленням інспекцію теплозахисного покриття «Діскавері». Інспекція почалася о 22:50 і закінчилася о 3:00 (9 вересня).
Робот-маніпулятор і подовжувач були опущені у вантажний відсік і закріплені перед майбутнім приземленням.

### Тринадцятий день польоту
14:59 9 вересня — 6:59 10 вересня
Астронавти займаються упаковкою приладів, обладнання та інструментів перед приземленням. Командир і пілот перевіряли системи шатлу, які будуть задіяні під час сходження з орбіти і приземлення.
Астронавти (з 21:00) відповідали на запитання кореспондентів американських телевізійних каналів: CBS News, ABC News і CNN.
Перші дві можливості для приземлення «Діскавері» в космічному центрі Кеннеді: 10 вересня о 23:05 на 202 витку; 11 вересня о 0:42 на 203-му витку.
Всі системи шатлу працюють нормально, немає жодних технічних проблем перед приземленням. Однак, прогноз погоди на четвер (10 вересня) і п'ятницю (11 вересня) — не сприятливий. У Флориді очікується нестійка погода: хмарність, дощі і можливо грози. У Каліфорнії, де розташована військово -повітряна база Едвардс, і де в разі несприятливих умов у Флориді, може приземлитися «Діскавері», погодні умови залишаються прийнятними для приземлення.
НАСА має намір приземлити «Діскавері», найпізніше, у суботу (або у Флориді, або в Каліфорнії), хоча ресурсів шатла достатньо для продовження польоту до неділі (13 вересня).
Після вивчення останніх знімків теплозахисного покриття шатла, отриманих після відстиковки від станції, офіційно оголошено, що пошкоджень немає і «Діскавері» може безпечно приземлятися.

### Чотирнадцятий день польоту
14:59 10 вересня — 5:29 11 вересня
Близько 16:00 була проведена корекція орбіти «Діскавері». Ця позапланова корекція, була проведена, щоб уникнути зіткнення з несподівано виявленим уламком космічного сміття.
Перша можливість для приземлення була на 202 витку. Двигуни повинні були бути включені на гальмування о 21:59, приземлення о 23:05.
Друга можливість приземлення о 24:42 хвилини 11 вересня.
Астронавти почали безпосередню підготовку до приземлення. О 19:45 був закритий вантажний відсік шатлу.
О 20:00 погода над мисом Канаверал залишалася несприятливою для приземлення (швидкість вітру 20 вузлів, хмарність та дощ всередині 50-кілометрової зони навколо посадкової смуги).
О 20:46 астронавти отримали вказівку приступити до виконання, так званого, «рідинного протоколу» («fluid loading» protocol). Перед приземленням, щоб легше переносити перехід від невагомості до земної тяжкості, астронавти п'ють у великих кількостях воду, апельсиновий сік і напої з лимона і тропічних фруктів, а також приймають спеціальні сольові таблетки.
До 21:00 погода ще більше погіршилася.
О 21:22 прийнято рішення про скасування першої спроби приземлення.
«Діскавері» повинен 203 рази облетіти Землю. Гальмування для сходу з орбіти на наступному витку має розпочатися о 23:35.
Рішення про пропуск другої можливості для приземлення на 203 витку було прийнято о 23:27 (за 10 хвилин) до планованого гальмівного імпульсу, який мав направити «Діскавері» до Землі.
Після скасування приземлення (о 23:42) був знову відкритий вантажний відсік шатлу. Астронавти зняли свої скафандри.
Чи не стійкі, швидко мінливі і важко передбачувані умови погоди змусили пропустити дві наявні можливості для приземлення в ніч з 9 на 10 вересня і перенести приземлення на вечір 10 вересня.
Наступна спроба приземлення буде зроблена увечері 11 вересня.
Цього дня є чотири можливості — дві на мисі Канаверал і дві в Каліфорнії на військово — повітряній базі Едвардс:
- Виток 217 — гальмівний імпульс о 20:45 — приземлення о 21:48 — мис Канаверал
- Виток 218 — гальмівний імпульс о 22:21 — приземлення о 23:23 — мис Канаверал
- Виток 219 — гальмівний імпульс о 23:50 — приземлення о 00:53, 12 вересня — база Едвардс
- Виток 220 — гальмівний імпульс о 01:26 12 вересня — приземлення о 02:28 12 вересня — база Едвардс

### П'ятнадцятий день польоту
13:32 11 вересня — 23:48 11 вересня
«Діскавері» має приземлитися або у Флориді, або в Каліфорнії. Погода у Флориді залишається несприятливою для приземлення. У Каліфорнії — ідеальна погода для приземлення.
Вже о 17:53 була скасована перша сьогоднішня спроба приземлення, яка повинна була б відбутися о 21:48. Над космічним центром Кеннеді густі хмари і дощ. Згідно з прогнозом, поліпшення погоди не очікується.
О 19:34 прийнято рішення про відмову приземлення «Діскавері» на мисі Канаверал і про перенесення приземлення на військово-повітряну базу Едвардс у Каліфорнії. Приземлення повинне відбутися о 0:53 12 вересня по Гринвічу (17:53 літнього часу тихоокеанського узбережжя США).
О 20:31 закрито вантажний відсік шатлу. О 22:00 астронавти «Діскавері» почали надягати свої скафандри.
О 23:10 «Діскавері» отримав дозвіл на приземлення на військово — повітряній базі Едвардс.
О 23:47 були включені двигуни шатла на гальмування. Двигуни відпрацювали 2 хвилини 35 секунд, «Діскавері» перейшов на траєкторію зниження.
0 00:22 «Діскавері», пролітаючи над південною частиною Тихого океану, увійшов у верхні шари атмосфери. У цей час швидкість шатлу досягала М25 і він перебував на висоті близько 120 км. О 00:30 «Діскавері» перебував на відстані 4,5 тис. км від посадкової смуги, висота польоту становила 72 км. 00:38 (15 хвилин до приземлення) — відстань до смуги 1600 км, висота — 58 км, швидкість близько М14. 00:45 — відстань до смуги 230 км, висота — 34 км. «Діскавері» підлітає до Каліфорнії. 0:49 — відстань до смуги 105 км, висота — 18 км.

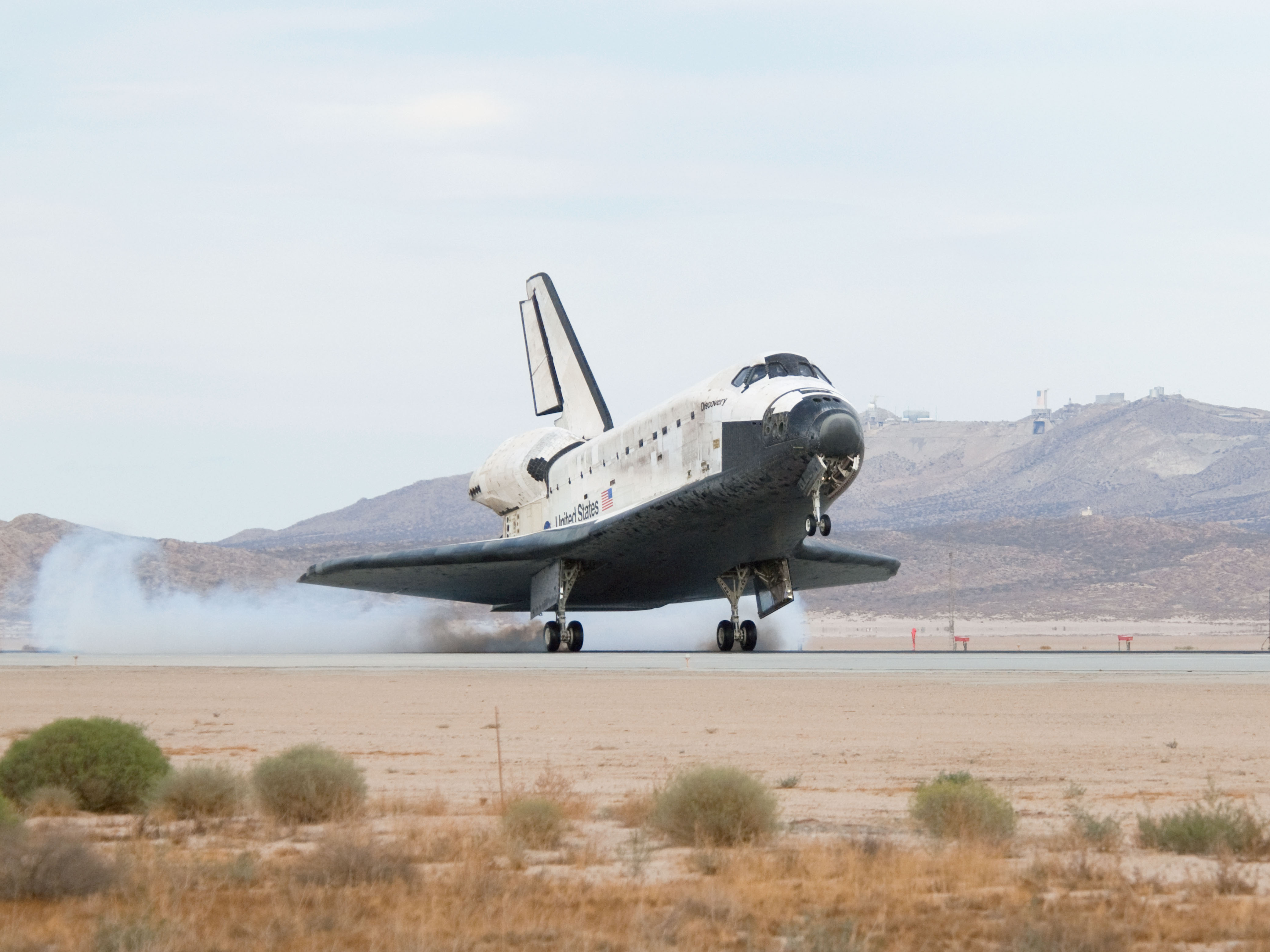
Приземлення

О 00:53 (12 вересня за Гринвічем) шатл «Діскавері» благополучно приземлився на злітно -посадковій смузі № 22 військово-повітряної бази Едвардс. Це була 54-те приземлення шатла на базі Едвардс. Тривалість польоту склала 13 діб 20 годин 53 хвилини 45 секунд. Пройдена відстань 9 260 000 км.
О 01:25 був відкритий люк шатла і члени екіпажу вийшли з корабля.
Буде потрібно від семи до десяти діб, щоб підготувати «Діскавері» до перельоту до Флориди на спині спеціально обладнаного Боїнга. Після перельоту в космічний центр Кеннеді «Діскавері» почне підготовку до свого наступного польоту у космос, до МКС — «Діскавері» STS-131, старт призначений на лютий 2010 року.

## Після польоту

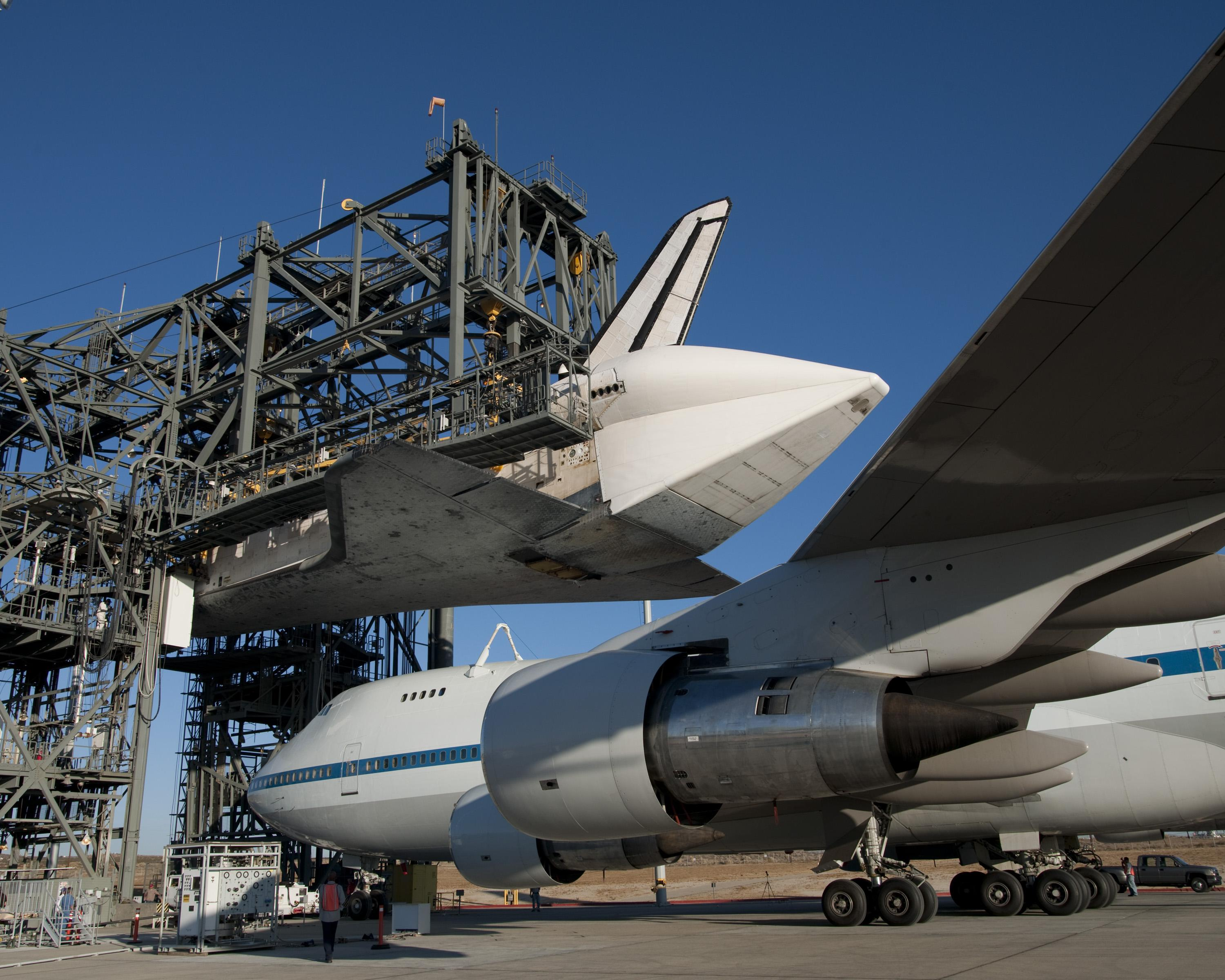
Шатл «Дискавері» встановлюють на Боїнг.

20 вересня шатл «Діскавері», закріплений на спині спеціально обладнаного Боїнга-747, почав переліт із Каліфорнії з військово-повітряної бази Едвардс у Флориду в Космічний центр Кеннеді. Боїнг із шатлом на спині стартував о 13:20 за Гринвічем (06:20 ранку літнього часу тихоокеанського узбережжя США). Першу проміжну посадку для дозаправки Боїнг здійснив о 18:23 в міжнародному аеропорту імені Ріка Хасбанда міста Амарилло (штат Техас). Після дозаправки о 18:23 Боїнг вилетів з Амарілло. Наступна посадка для дозаправки — о 19:18 у Форт Уорт (штат Техас) на базі морської авіації (Naval Air Station Joint Reserve Base). О 20:10 Боїнг із шатлом «Діскавері» знову злетів. Наступна посадка для ночівлі сталася о 22:46 на військово-повітряній базі Барксдейл (штат Луїзіана).

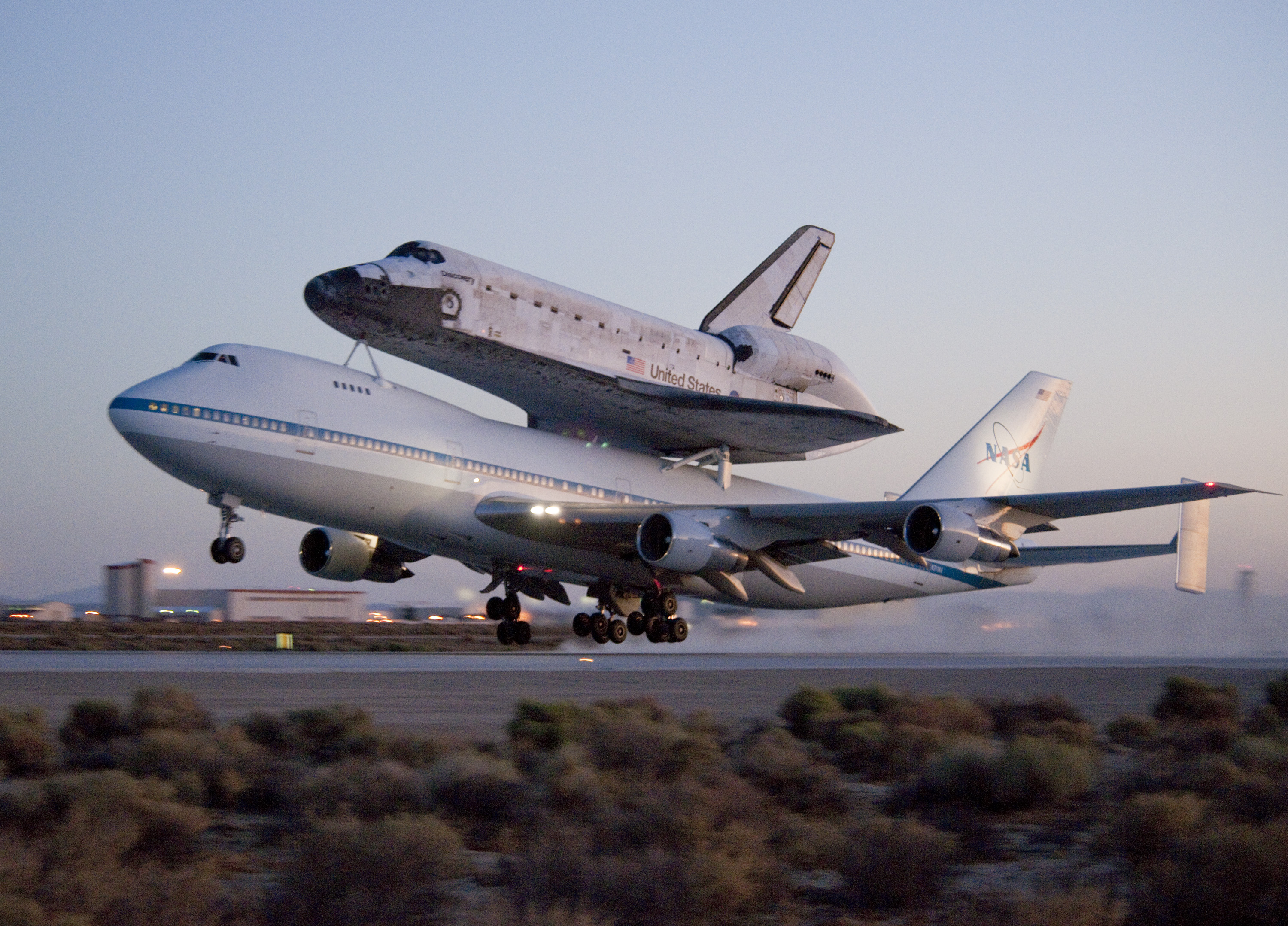
Зліт з авіабази Едвардс.

Четвертий (заключний) відрізок перельоту почався наступного дня о 13:40, коли Боїнг із шатлом на спині злетів з аеродрому бази Барксдейл. О 16:05 Боїнг-747 з шатлом приземлився на злітно -посадковій смузі № 33 у космічному центрі Кеннеді.
21 вересня шатл «Діскавері» після завершення успішної місії STS-128 і перельоту з Каліфорнії до Флориди повернувся у вихідну точку, звідки він стартував у космос 29 серпня.

## Підсумки
Усі поставлені завдання були виконані. Доставлено понад 7 тонн обладнання для продовження роботи на МКС. Проведена заміна одного члена екіпажу МКС: Ніколь Стотт залишилася на станції, Тімоті Копра повернувся на Землю після майже 58 діб проведених у космосі.